# Taake
Taake é uma banda norueguesa de black metal de Bergen, formada em 1993 e inicialmente chamada de Thule. O vocalista Ørjan Stedjeberg, nome artístico "Hoest", é o único membro permanente da banda, que compõe e grava a maior parte das músicas. A banda lançou sete álbuns de estúdio e vários EPs. O nome da banda "Taake" é a grafia antiga da palavra norueguesa tåke, que significa "nevoeiro".

## História
Em 1993, Ørjan Stedjeberg, então conhecido como "Ulvhedin", formou a primeira versão da banda Taake sob o nome de Thule, junto com o baterista 'Svartulv'. Thule lançou duas demos, Der Vinterstormene Raste em 1993 e Omfavnet Av Svarte Vinger em 1994. Pouco depois, a banda mudou seu nome para Taake e "Ulvhedin" adotou seu novo pseudônimo "Hoest", grafia antiga da palavra norueguesa høst, que significa "outono".
Em 1995, foi lançado a demo Manndaudsvinter de 1995. Em 1996, foi lançado um EP chamado Koldbrann I Jesu Marg. Entre 1999 e 2005, Taake lançou três álbuns completos. Eles são uma trilogia de álbuns conceituais ligados pelos temas "Noruega, morte e o diabo no homem".
O primeiro álbum completo, Nattestid Ser Porten Vid, foi lançado pela Wounded Love Records em 1999. O álbum foi inteiramente escrito por Hoest, mas ele trouxe um músico de sessão, 'Tundra', para tocar baixo e bateria. O álbum foi gravado ao longo de 1997 e 1998 no Grieghallen.
A segunda parte da trilogia, Over Bjoergvin Graater Himmerik, foi lançada em 2002 pela Wounded Love Records. Nesse disco, Hoest se cercou de uma banda: o segundo guitarrista 'C. Corax', baixista e pianista 'Keridwen' e baterista 'Mutt' (Gaahlskagg, Trelldom, Sigfader).
A última parte da trilogia, Hordalands Doedskvad, foi lançada em 2005 pela Dark Essence Records. Com participação do segundo guitarrista 'C. Corax', o baixista 'Lava' e o baterista 'Mord'. Também contou com vários vocalistas convidados, incluindo 'Nattefrost' e 'Nordavind' (Carpathian Forest) e 'Taipan' (Orcustus).
Nos três anos seguintes, Taake lançou quatro EPs curtos e tocou em alguns festivais (mais notavelmente no Hole in the Sky Festival na Noruega, com Ivar Bjørnson do Enslaved na guitarra), mas de acordo com Hoest, Taake estava "no gelo por um tempo".
Antes da turnê européia de 2006 a 2007, Taake reformulou sua página oficial. Após o show infame de março de 2007 em Essen, na Alemanha, a banda foi retirada de vários festivais e recebeu muita repercussão negativa. Ao mesmo tempo, Lava, que era baixista desde 2002, deixou a banda.
Em 2008, o quarto álbum foi lançado, gravado inteiramente por Hoest e chamado simplesmente de Taake. O álbum foi gravado pelo selo Svartekunst Produksjoner de Hoest, e foi distribuído pela Dark Essence Records.
Para marcar o 20º aniversário da banda, Taake lançou a coletânea Gravkamre, Kroner Og Troner em 2013.
Taake fez seu primeiro show nos Estados Unidos em maio de 2014 no Maryland Deathfest em Baltimore.
Em 2014, Taake lançou seu sexto álbum Stridens Hus e o EP Kulde pela Dark Essence Records. Em apoio a este álbum e como uma continuação de seu show de sucesso em Maryland, a banda anunciou uma turnê pela costa leste dos Estados Unidos pela primeira vez em sua história, iniciada em junho de 2015.
Em 2017, Taake lançou seu sétimo álbum de estúdio, Kong Vinter, juntamente com o EP Baktanker.

## Discografia

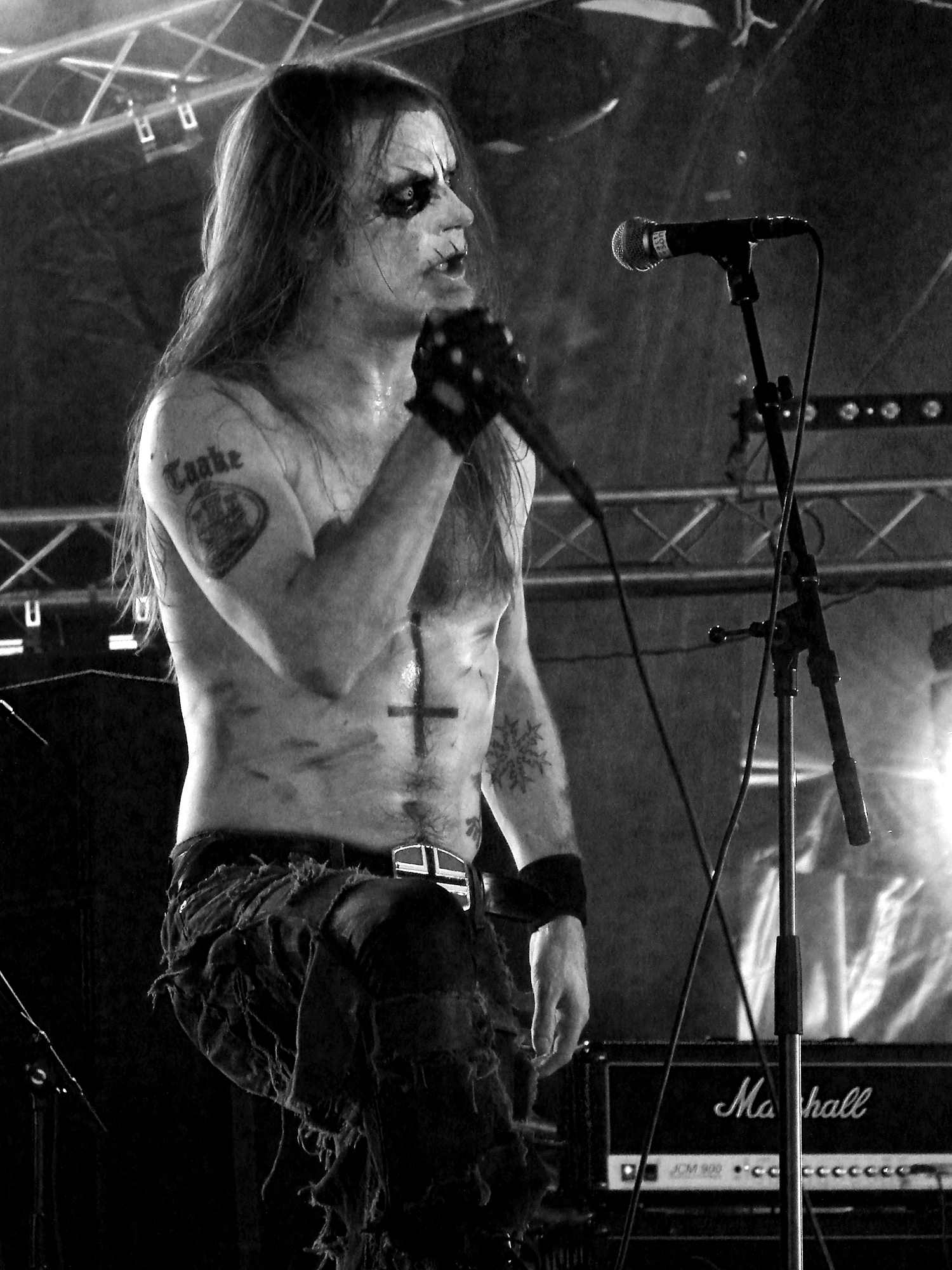
O vocalista Hoest em concerto com Taake no Hellfest 2009.

### Álbuns de estúdio
- 1999: Nattestid Ser Porten Vid
- 2002: Over Bjoergvin Graater Himmerik
- 2005: Hordalands Doedskvad
- 2008: Taake
- 2011: Noregs Vaapen
- 2014: Stridens Hus
- 2017: Kong Vinter
- 2023: Et Hav av Avstand

### EPs
- 2007: Nekro
- 2008: Svartekunst
- 2011: Kveld
- 2014: Kulde
- 2017: Baktanker

### Demos
- 1994: Der Vinterstormene Raste (como Thule)
- 1994: Omfavnet Av Svarte Vinger (como Thule)
- 1995: Manndaudsvinter
- 1996: Koldbrann I Jesu Marg

### Coletâneas
- 2005: Helnorsk Svartmetall
- 2005: The Box
- 2013: Gravkamre, Kroner Og Troner
- 2017: 7 Fjell
- 2021: Avvik